# ウラジーミル・ゴヴォロフ

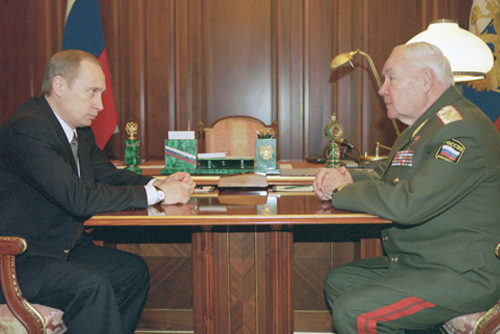
プーチンと対談するゴヴォロフ（2002年）

ウラジーミル・レオニードヴィッチ・ゴヴォロフ（ロシア語: Владимир Леонидович Говоров、1924年10月18日 - 2006年8月13日）は、ソ連の軍人。上級大将。ソ連邦英雄。ソ連邦英雄のレオニード・ゴヴォロフソ連邦元帥の息子。

## 軍歴
独ソ戦勃発後、1942年にリャザン砲兵学校促成課程を修了。当初、火器小隊長となり、砲兵中隊長で終戦を迎えた。終戦時、二等祖国戦争勲章を受章した。
戦後、高等将校砲兵学校を卒業し、砲兵大隊長に任命された。1949年、ゴヴォロフ少佐は、M.V.フルンゼ名称軍事アカデミーを卒業し、機械化連隊（カリーニングラード州チェルニャコフスク市）副連隊長に任命され、3年後、連隊長となった。
1956年、師団参謀長に任命。1958年、ゴヴォロフ大佐は、在独ソビエト軍集団の師団（テューリンゲン）参謀長となり、間もなく師団長となった。1963年、ソ連軍参謀本部アカデミーを金メダルで卒業し、第2親衛戦車軍参謀長に任命された。1967年、第2親衛戦車軍司令官。1969年、在独ソビエト軍集団第一副総司令官。1971年、ゴヴォロフ大将は、沿バルト軍管区司令官に任命された。
1972年、モスクワ軍管区司令官に任命され、11月7日、十月革命55周年記念観閲式を指揮した。1977年に上級大将に昇進。1980年12月、ザバイカル軍管区、極東軍管区及び太平洋艦隊を管轄する極東軍総司令官に任命され、ベトナム、カンボジア、ラオス、モンゴル軍との協力を組織した。在任時、ウラン・ウデ市の名誉市民の称号を授与された。
1984年、国防次官/主任監察官に任命。同年10月17日、彼の60歳の誕生日にあわせて、ソ連邦英雄の称号が授与される。1986年、チェルノブイリ原子力発電所事故後、国防次官を兼任したままソ連民間防衛部長に任命された。チェルノブイリ事故の外、アルメニア大地震、アルザマスでの爆発、ウファでの列車事故等、災害・事故が相次ぎ、ゴヴォロフは、民間防衛システムは平時の非常事態を想定すべきとの結論に達し、このことを勧告した。1992年、ゴヴォロフ上級大将は退役した。
ソ連最高会議代議員（1972年、1974年、1979年、1984年）。1989年、ソ連人民代議員。ソ連共産党第26回と第27回大会において、中央委員会委員に選出。

## 退役後
1994年、戦争ベテラン社会組織一等祖国戦争全ロシア委員会議長に選出される。1995年、ベテランの記念観閲式を指揮した。大祖国戦争戦勝55周年祝賀準備・実行ロシア組織委員会共同議長、祖国戦史記念・ベテラン問題関連行事準備・実行ロシア組織委員会副議長、ロシア連邦大統領附属ベテラン・予備役・退役将校社会団体協力会議副議長、ロシア国防省附属戦争ベテラン組織と軍の調整会議共同議長を務める。
ゴヴォロフは、国際活動にも積極的に参加している。1997年、モスクワで行われた中欧・東欧諸国ベテラン組織国際会議を組織した。1998年、世界ベテラン組織連盟副総裁として、ストックホルムでの非政府組織特別委員会の会議に出席した。
その外、出版活動にも従事しており、特に「モスクワ－赤の広場」、ジューコフ元帥記念アルバムの出版を推進した。
現在、モスクワに在住。

## パーソナル
ソ連邦英雄。レーニン勲章2個、赤旗勲章2個、一等祖国戦争勲章、二等祖国戦争勲章2個、二等「ソ連軍における祖国への奉仕に対する」勲章2個、三等「ソ連軍における祖国への奉仕に対する」勲章、友好勲章、外国の勲章5個、メダル27個を受賞。
父のレオニードは、ソ連邦元帥、ソ連邦英雄。弟のセルゲイは、退役大佐。息子のレオニードは、予備役大佐で、レーニン・コムソモール賞の受賞者。